# Abu Dhabi International Airport
Abu Dhabi International Airport (arabisk: مطار أبو ظبي الدولي) (IATA: AUH, ICAO: OMÅ) er en international lufthavn ved byen Abu Dhabi, der er hovedstad i Emiratet Abu Dhabi og De Forenede Arabiske Emirater.
Den nuværende lufthavn åbnede i 1982 og erstattede en ældre lufthavn (den nuværende Al Bateen Executive Airport). Lufthavnen ligger 30,6 km øst for byen Abu Dhabi og er den andenstørste i De Forenede Arabiske Emirater efter Dubai International Airport. I 2016 betjente den godt 24 millioner passagerer. Flyselskabet Etihad Airways har hovedkontor og Hub i lufthavnen.